# Communauté de communes du Haut Morvan
Die Communauté de communes du Haut Morvan war ein französischer Gemeindeverband mit der Rechtsform einer Communauté de communes im Département Nièvre in der Region Bourgogne-Franche-Comté. Sie wurde am 30. Dezember 1994 gegründet und umfasste 17 Gemeinden. Der Verwaltungssitz befand sich im Ort Château-Chinon (Ville).

## Historische Entwicklung
Am 1. Januar 2017 wurde der Gemeindeverband mit Ausnahme der Gemeinde Montreuillon mit den Communautés de communes Grands Lacs du Morvan und Communauté de communes des Portes du Morvan (mit Ausnahme der Gemeinde Pouques-Lormes) zur neuen Communauté de communes Morvan Sommets et Grands Lacs zusammengeschlossen. Montreuillon wurde der Communauté de communes Tannay-Brinon-Corbigny angegliedert.

## Ehemalige Mitgliedsgemeinden
1. Arleuf
2. Blismes
3. Château-Chinon (Campagne)
4. Château-Chinon (Ville)
5. Châtin
6. Corancy
7. Dommartin
8. Fâchin
9. Glux-en-Glenne
10. Lavault-de-Frétoy
11. Montigny-en-Morvan
12. Montreuillon
13. Onlay
14. Planchez
15. Saint-Hilaire-en-Morvan
16. Saint-Léger-de-Fougeret
17. Saint-Péreuse